# Proyecto Experimental de Vivienda - PREVI
O Proyecto Experimental de Vivienda (Projeto Experimental de Habitação, em português), mais conhecido pelo acrônimo PREVI, é um projeto habitacional de interesse social fruto de um concurso, desenvolvido entre os anos 1966 e 1976 sob a gestão do presidente Fernando Belaúnde, na cidade de Lima, capital do Peru. A fim de efetuar uma experiência habitacional capaz de solucionar os problemas urbanos das barriadas (assentamentos precários) presentes na região, contou com o financiamento do Banco Nacional de la Vivienda del Perú (Banco Nacional de Habitação do Peru, em português) e da Organização das Nações Unidas. Treze equipes peruanas e treze estrangeiras (Alemanha, Colômbia, Dinamarca, Espanha, EUA, Finlândia, França, Holanda, Índia, Inglaterra, Japão e Suíça) foram escolhidas entre os projetos concorrentes que deveriam acomodar cerca de 2000 habitações de baixo custo, considerando os aspectos sociais, culturais, econômicos e o contexto urbano preexistente.
O projeto visava compreender e construir soluções específicas e viáveis para a realidade latino-americana. É resultado de um processo que partiu do pressuposto de universalização da habitação em conjunto à contribuição de seus usuários como agentes ativos na construção da cidade, de forma a permitir e gerar possibilidades de mudança de usos e estilo.
Muitos nomes presentes nas vanguardas da década de 1960 e em grupos como os CIAMs (Congressos Internacionais de Arquitetura Moderna), os Metabolistas e o Team 10, por exemplo, participaram dos estudos e projetos, como Aldo van Eyck, Herbert Ohl e Kiyonori Kikutake. Foram escolhidos treze vencedores peruanos e treze estrangeiros, mas diversos outros projetos em suas muitas categorias foram utilizados na construção. Na classificação das equipes peruanas, Elsa Mazzarri ficou em primeiro lugar, a de Fernando Chaparro em segundo e a de Jacques Crousse em terceiro. Na ordem das equipes estrangeiras: a equipe do Atelier 5 em primeiro lugar, a de Herbert Ohl em segundo e a de Kiyonori Kikutake em terceiro.
Entre as diretrizes deste concurso vale ressaltar, além da quantidade de habitações a serem produzidas, aspectos arquitetônicos como o desenvolvimento das tipologias em até dois pavimentos, prevendo a autoconstrução futura de um terceiro, adotar modulações que permitissem a mutação e crescimento das residências, tirando o caráter estático das casas e do meio a que estavam inseridas. Além disso, os projetos deveriam prever um sistema de parcelamento do solo e distribuição de serviços e pesquisas sobre autoconstrução e autofabricação.
Devido a novas circunstâncias políticas, crises institucionais, o terremoto severo de Lima em 1970 e a alta qualidade das propostas, a iniciativa foi redimensionada para aproximadamente 500 habitações, sendo elas agrupadas em pequenos números, seguindo diferentes projetos apresentados juntamente com a assistência técnica de especialistas em engenharia sísmica.

## Contexto arquitetônico e histórico
Na década de 1960, Lima recebe uma intensa migração de pessoas vindas do interior do país, causando um crescimento exponencial e consequente expansão urbana descontrolada, que resulta na formação das barriadas. No que diz respeito à arquitetura,  o estilo da cidade dormitório ganha força, também chamada como unidad vecinal (unidade de vizinhança, em português), que possui além de edifícios habitacionais, mercados, postos-médicos, delegacias, etc. constituindo blocos autônomos destinados a classes populares. Somado às ideias de John Turner, que interpreta os movimentos por direitos civis acontecendo nos Estados Unidos como a autoconstrução no âmbito da arquitetura, simbolizando uma representação, autonomia e autodeterminação. esses aspectos influenciaram o presidente do Peru, Belaúnde Terry, que já tinha intenção de modernizar a cidade, tornando-a mais dinâmica e menos tradicional, porém inspirado em técnicas do povo inca. O desenvolvimento do projeto é interrompido pela instauração do governo militar, que termina apenas em 1980 com a volta de Belaúnde ao poder, eleito democraticamente.

## Lima e as Barriadas
As barriadas são assentamentos irregulares com diversos níveis de precariedades que crescem a partir da autoconstrução, semelhantes às favelas do contexto urbano brasileiro. Possuem sua organização interna independente do restante da cidade formal, feita pelos próprios moradores, promovendo um senso de união e colaboração na comunidade formadas.
No caso de Lima, o crescimento da cidade está diretamente ligada à expansão das barriadas pelo território. Com a mudança na economia no início do século XX, que facilitou a entrada de capital estrangeiro no Peru, novas oportunidades de emprego começaram a surgir na capital, atraindo a população rural para a vida urbana. Naturalmente a demanda habitacional economicamente acessível à classe mais pobre aumentou significativamente sem projetos do governo para fomentar a produção de novas residências, ocasionando assim as ocupações irregulares.
Para agravar essa situação, ao mesmo tempo acontecia projetos de embelezamento de Lima e as desapropriações e demolições das chamadas callejones, que poderiam ser traduzidas como vielas ou becos, somada a especulação imobiliária, afastou ainda mais os novos moradores urbanos. Esses aglomerados habitacionais começavam com o único objetivo vital de servir como moradia, mas com o passar do tempo, começaram a surgir comunidades organizadas e com o trabalho coletivo conseguem melhorar as condições de vida nesses lugares, conseguindo a oferta de infraestrutura básica, muitas vezes fornecida pelo município.

## Arquitetos participantes

#### Arquitetos Peruanos
- Miguel Alvariño
- Ernesto Paredes
- Miró Quesada, Williams, Núñez
- Juan Gunther, Mario Seminario
- Carlos Morales, E. Montagne
- Juan Reisser
- Eduardo Orrego, Gonzales
- Luis Vier, Consuelo Zanelli
- Takahashi, Vella, Benín, Quiñones
- Elsa Mazzarri, Manuel Llanos
- Cooper, García, Graña, Nicolini
- Chaparro, Ramirez, Smirnoff, Wyszkowsky
- Jacques Crousse, Jorge Paez, Ricardo Perez León

#### Arquitetos Estrangeiros
- Kikutake, Kurokawa, Maki, do Japão
- Christopher Alexander, dos EUA
- Toivo Korhonem, da Finlândia
- Esquerra, Saenz, Urdaneta, Samper, da Colômbia
- Knud Svenssons, da Dinamarca
- Hanson, Hartloy, da Polônia
- Herbert Ohl, da Alemanha
- Atelier 5, da Suíça
- Iñiguez de Ozono, Vasquez de Castro, da Espanha
- Candilis, Josic, Woods, da França
- James Stirling, da Inglaterra
- Aldo van Eyck, da Holanda
- Charles Correa, da Índia

## Alguns dos projetos desenvolvidos

### Christopher Alexander
Christopher Alexander (Viena, 4 de outubro de 1936), arquiteto, urbanista e matemático britânico-americano nascido na Áustria, criou um sistema habitacional que foi transformado e encaixado no local de acordo com as necessidades das famílias. O seu plano longitudinal e simples permitiu que fossem modificados futuramente pelos diferentes grupos. Por sua vez, tem uma série de serviços destinados à comunidade como escolas, igrejas e ginásios, por exemplo. O fato do projeto aceitar e prever que as tipologias e suas utilizações mudarão ao longo do tempo é um exemplo de permanência, por não se forçar estático e se adaptar ao seus moradores e seus hábitos em diferentes épocas.

### Aldo van Eyck
Aldo van Eyck (1918-1999), arquiteto holandês, desenhou um plano urbano para o PREVI em que projetou casas conforme as diretrizes do concurso e outros projetos mais elaborados, que poderiam crescer com as necessidades dos proprietários.
A casa básica tinha apenas um andar, mas tinha uma escada para o terraço. Cada casa tinha um pátio na frente e atrás para fornecer luz natural e ventilação. Essa base poderia ser ampliada com quartos no andar térreo e no andar superior. Quarenta anos após a conclusão, a maioria das casas projetadas por Aldo van Eyck foram ampliadas de forma drástica. Cada dono de casa poderia projetar as ampliações e renovações que quisesse para sua própria casa, pois um comitê de construção planejado nunca foi estabelecido.

### Miró Quesada, Williams, Nuñez
O concurso exigiu novas propostas de habitações de baixa densidade e média densidade com um crescimento progressivo, novos padrões urbanísticos e de serviço. Miró Quesada, juntamente com Williams e Núñez, consideraram viável um sistema construtivo convencional racionalizado, com redução de aberturas (com acentos de forma e proporção) e acabamentos faciais. A conformação de um bloco de residências com pátio interior comum constitui a fórmula dominante no desenho urbano do conjunto projetado pelo trio.

### Charles Correa
Charles Mark Correa (Secunderabad, 1 de setembro de 1930 - Mumbai,16 de junho de 2015) foi um arquiteto e planejador urbano indiano. Conhecido pela criação da arquitetura moderna na Índia pós-independente, ele foi reconhecido pela sua sensibilidade com as necessidades de pessoas de baixa renda em centros urbanos e pelo uso de métodos e materiais tradicionais durante a concepção de seus projetos.
O esquema proposto por Correa se concentra em duas ideias principais: a redução de serviço de infraestrutura e a utilização do clima como regulador da temperatura. Os edifícios são projetados em formato de coluna espinhal, gerando maior resistência a terremotos. Além disso, a orientação das casas, no sentido noroeste-sudeste, permite que correntes de ar atravessem pelos eixos de cada espinha.

### Toivo Korhonen
Toivo Sakari Korhonen (Kuopio,15 de julho de 1926 - Helsínquia,10 de maio de 2014) foi um arquiteto finlandês cujas produções representam o design racional pós-moderno. Também foi um dos pioneiros na utilização de pré-fabricados na Finlândia.
O planejamento da construção-tipo se baseia na divisão funcional da área de serviço e da cozinha, espaços gerais e áreas para dormir, permitindo uma maior flexibilidade aos moradores a redefinirem as formas conforme a necessidade.
Durante o período de construção, as paredes entre cada edificação foram construídas primeiro, com apenas um cômodo pronto. E então as construções podem ser completas com mais cômodos conforme a capacidade da família.

### James Stirling
James Frazer Stirling (Glasgow, 22 de Abril de 1926 - Londres, 25 de junho de 1992) foi um arquiteto do britânico, galardoado com o Prémio Pritzker em 1981.
Em seu projeto para o PREVI, da mesma forma com os quartos se aglomeram em torno do pátio ajardinado em cada residência, os conjuntos de casas de diversos tamanhos também se associam em espaços comunitários e sociais de diferentes categorias. A hierarquia desenvolve-se desde o interior de cada moradia até às casas vizinhas, configurando um agrupamento inicial de quatro casas em torno das paredes divisórias comuns que circundam os pátios de serviço. Por sua vez, os grupos de quatro casas congregam-se em torno de um pátio de entrada comum, de modo que constituem outro de ordem superior composto por 20 ou 21 casas.

### Esquerra, Sáenz, Urdaneta, Samper
O projeto do grupo de arquitetos visava criar espaços de alta densidade urbana com alturas baixas, em que as propriedades fossem individualizadas. Um aspecto principal do projeto do quarteto é que a supervisão das áreas abertas é providenciada pela forma que incentiva um espírito comunitário. Os terrenos são quadrados, facilitando mudança posteriores aos layouts das casas.